# 하이퍼미디어
하이퍼미디어(Hypermedia)는 테드 넬슨이 만든 용어로, 그의 1964년 기사에서 쓰였다. 얽혀 있는 정보 처리: 복잡한 것, 바뀌는 것, 확실치 않은 것을 위한 파일 구조
논리 확장으로 하이퍼텍스트라는 용어가 쓰이는데, 그 안에서 그래픽, 오디오, 영상, 완전한 텍스트, 그리고 하이퍼링크가 보통 비선형 매체의 정보를 만들기 위해 모여 있다. 이것은 더 넓은 용어의 멀티미디어(하이퍼미디어와 더불어 상호 작용하지 않는 선형 관념을 말할 때 쓰일 수 있음)와는 대조된다. 하이퍼미디어는 전혀 관계가 없는 하이퍼그래픽스나 슈퍼 라이팅과 헷갈리면 안 된다.
월드 와이드 웹은 하이퍼미디어의 기본 예이다. 반면, 상호 작용을 하지 않는 영화관의 관념은 하이퍼링크의 부재 때문에 비롯되는 표준 멀티미디어의 예이다.
최초의 하이퍼미디어 시스템은 Aspen Movie Map이었다. 반면 최초의 실질적이고 보편적인 하이퍼미디어는 하이퍼카드였다. 가장 현대적인 하이퍼미디어는 여러 시스템으로부터 오는 전자 페이지를 통해 이동한다. 오디오 하이퍼미디어는 "음성 명령 장치, 오디오 브라우징"과 결합되고 있다.

## 소프트웨어
- 프로그래밍 도구
- 멀티미디어 개발 도구 (독립 응용 프로그램을 만든다)
  - 어소웨어
  - 디렉터
  - 하이퍼카드
  - 플래시
- 페이지 레이아웃 도구 (하이퍼미디어 기능이 들어 있다)
  - 프레젠테이션 프로그램
  - 쿼크 이미디어
  - 어도비 어크로뱃
    - 어도비 인디자인 (어크로뱃 PDF에서 출판되는 하이퍼링크)

  - 하이퍼 퍼블리시
  - HTML 편집기 (웹 브라우저에서 출판되는 하이퍼링크)
- 비즈니스 및 데이터베이스 소프트웨어 (제한된 미디어 재생 기능, 스크립팅, 하이퍼링크 내장)
  - 마이크로소프트 오피스 제품군
  - 비주얼 폭스프로
  - 파일메이커 개발 프로그램
- CD/DVD 저작 도구 (DVD 플레이어 위의 하이퍼링크)
  - DVD 스튜디오 프로 (URL 웹 링크 포함)

## 같이 보기
- 하이퍼텍스트